# Gösta Lilliehöök
Gösta Lilliehöök (n. 25 mai 1884, Stockholm, Suedia-Norvegia – d. 18 noiembrie 1974, Danderyd⁠(d), Comitatul Stockholm, Suedia) a fost un sportiv ce a reprezentat Suedia, medaliat olimpic. A participat la o ediție a Jocurilor Olimpice (1912) în care a câștigat o medalie de aur.

## Participări
Lista de mai jos prezintă principalele competiții la care a participat Gösta Lilliehöök de-a lungul carierei.
- modern femkamp vid olympiska sommarspelen 1912[*]